# Jonas Blue

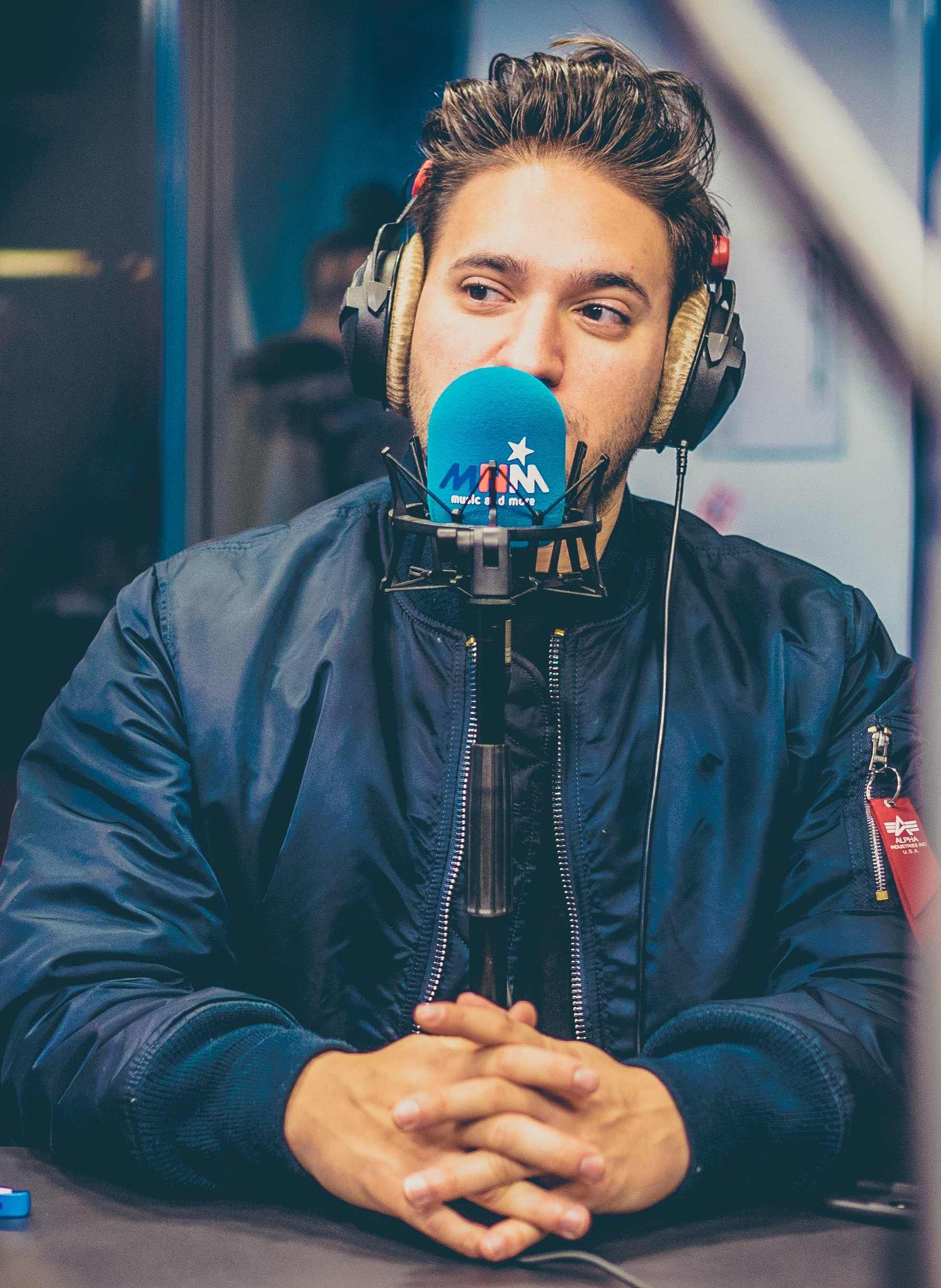
Jonas Blue bei einem Interview (2017)

Jonas Blue (* 2. August 1989 in Chelmsford als Guy James Robin) ist ein britischer DJ und Musikproduzent.

## Biografie
Bekannt wurde Jonas Blue durch seine Tropical-House-Version des Klassikers Fast Car von Tracy Chapman, im Original aus dem Jahr 1988. Als Sängerin wirkte Sophie Elton alias Dakota mit, eine Studentin am Institute of Contemporary Music Performance, die er bei einem ihrer Auftritte in einem Pub in seiner Heimatstadt London entdeckt hatte. Im Dezember 2015 erschien sein Mix in Australien und Schweden. In Australien erreichte das Lied Platz eins und 5-fach-Platinstatus, in Schweden Platz 2. Im Januar 2016 konnte das Lied auch in Großbritannien und Deutschland in die offiziellen Charts sowie in den USA in die Dance-Charts einsteigen. Die Version von Fast Car von Jonas Blue erschien zeitgleich mit einer Version des schwedischen DJs TobTok, die aber weit weniger erfolgreich war.
Als Nachfolgesingle veröffentlichte Jonas Blue Perfect Strangers, eine Zusammenarbeit mit dem bis dahin eher unbekannten, britischen Sänger JP Cooper. Das Lied erreichte ebenfalls in zahlreichen Ländern die Top 10 sowie unter anderem in Deutschland Gold- und in Großbritannien Platin-Status. Im November 2016 erschien seine dritte Single By Your Side, die von Sängerin Raye gesungen wurde. In seiner Heimat schloss er an den Erfolg der Vorgänger an, auch in weiteren westeuropäischen Ländern platzierte er sich wieder in den Top-100.
Am 5. Mai 2017 erschien das Lied Mama als Single. Hierbei wirkte der australische Sänger William Singe als Sänger mit.
Jonas Blue brachte am 7. Juli 2017 das Kompilationsalbum Electronic Nature – The Mix 2017 heraus.
Am 9. November 2018 veröffentlichte Jonas Blue sein Debütalbum Blue, welches Platz 33 der britischen Albumcharts erreichen konnte und sowohl im Vereinigten Königreich als auch in den USA mit einer Goldenen Schallplatte ausgezeichnet wurde.
Im März 2019 erschien die Single What I Like About You, bei der Jonas Blue und Theresa Rex zusammengearbeitet haben. In Großbritannien erreichte sie Platz 16 und wurde mit einer Platin-Schallplatte ausgezeichnet. Etwa zwei Monate später veröffentlichte Jonas Blue das Lied Ritual, welches in Kooperation mit Tiësto und Rita Ora entstand. Es erreichte ebenfalls Platinstatus in Großbritannien.
Im Jahr 2020 erschien die Kompilation EST. 1989.

## Diskografie
Studioalben

| Jahr | Titel Musiklabel                       | Höchstplatzierung, Gesamtwochen, AuszeichnungChartplatzierungen (Jahr, Titel, Musiklabel, Platzierungen, Wochen, Auszeichnungen, Anmerkungen) | Höchstplatzierung, Gesamtwochen, AuszeichnungChartplatzierungen (Jahr, Titel, Musiklabel, Platzierungen, Wochen, Auszeichnungen, Anmerkungen) | Höchstplatzierung, Gesamtwochen, AuszeichnungChartplatzierungen (Jahr, Titel, Musiklabel, Platzierungen, Wochen, Auszeichnungen, Anmerkungen) | Höchstplatzierung, Gesamtwochen, AuszeichnungChartplatzierungen (Jahr, Titel, Musiklabel, Platzierungen, Wochen, Auszeichnungen, Anmerkungen) | Höchstplatzierung, Gesamtwochen, AuszeichnungChartplatzierungen (Jahr, Titel, Musiklabel, Platzierungen, Wochen, Auszeichnungen, Anmerkungen) | Höchstplatzierung, Gesamtwochen, AuszeichnungChartplatzierungen (Jahr, Titel, Musiklabel, Platzierungen, Wochen, Auszeichnungen, Anmerkungen) | Anmerkungen                                                |
| Jahr | Titel Musiklabel                       | DE | AT | CH | UK | US | Dance | Anmerkungen                                                |
| ---- | -------------------------------------- | --- | --- | --- | --- | --- | --- | ---------------------------------------------------------- |
| 2018 | Blue EMI Virgin Music • Positiva (UMG) | — | — | — | UK33 Gold · (25 Wo.)UK | US— GoldUS | Dance6 (44 Wo.)Dance | Erstveröffentlichung: 9. November 2018 Verkäufe: + 825.000 |